# Dolní Lažany
Dolní Lažany jsou obec v okrese Třebíč v kraji Vysočina. Leží jihozápadně od města Třebíče, asi 5 km severně od Moravských Budějovic. Žije zde 159 obyvatel.
Sousedními obcemi sídla jsou Vícenice, Lesůňky, Šebkovice, Jakubov u Moravských Budějovic, Jaroměřice nad Rokytnou, Bohušice, Lesonice a Babice.

## Geografie
Dolní Lažany se nachází 5 km severně od Moravských Budějovic.
Dolními Lažanami prochází ze severu na jih silnice z Šebkovic do Vícenic a ze západu na východ silnice z Horních Lažan do Popovic. Severně pak ze silnice vede užitková lesní silnice k silnici mezi Šebkovicemi a Lesonicemi a dál do Loukovic, jižně pak vede užitková lesní silnice k silnici mezi Jakubovem u Moravských Budějovic a Vícenicemi a dál pod kopec Svatý Vít a do Moravských Budějovic. Ze západu na východ vede přes území obce cyklostezka 5125, na západním okraji území obce pak prochází z Horních Lažan ke kopci Svatý Vít turistická stezka a cyklostezka 5103. Přes západní část území obce prochází zelená turistická stezka a červená turistická stezka pod názvem Březinova cesta. 
Východní polovina území obce je zemědělsky využívaná, západní polovina území obce je zalesněná a kopcovitá. 
Na jižní hranici území obce protéká Vícenický potok, který se u Lukova vlévá do Rokytky. Severní hranici území obce pramení nepojmenovaný přítok potoka V Herklích. Přímo v zastavěném území obce pramení nepojmenovaný potok, který dále teče východně, na jeho toku se nachází několik menších rybníků, u Lesůněk se pak vlévá do Rokytné.
Západní část území dosahuje 540–580 metrů nad mořem, východní část je rovinatější a dosahuje cca 500 metrů nad mořem. V lesích na severozápadním okraji území se nachází vrchol Brdo (580 m), těsně za jižní hranicí území obce se pak nachází Holý kopec (580 m).
Na východním okraji území obce leží samostatné zastavěné území vesnice.

## Historie
Dle archeologických nálezů by v místech dnešní obce mělo existovat osídlení v mladší době kamenné. První písemná zmínka o obci pochází z roku 1459. Původně vesnice spadala do bítovského panství, od roku 1489 pak získalo právo odúmrtí, roku 1522 byla část panství prodána Janu z Pernštejna. V tu dobu se tak i Dolní Lažany staly součástí jaroměřického panství, v roce 1534 pak odkoupil panství Jindřich Meziříčský z Lomnice. Roku 1609 pak ale Kateřina Meziříčská z Lomnice prodala mimo jiné i Lažany Zikmundovi z Tiefenbachu. Po konfiskaci pak bylo panství prodáno Gerhardovi Questeberkovi. V roce 1752 získali jaroměřické panství Kounicové, ti je vlastnili až do roku 1848.
Na konci 18. století byla v obci vybudována kaplička. Do roku 1849 spadaly Lažany do jaroměřického panství, v roce 1850 pak patřily do znojemského okresu a roku 1896 pak byly začleněny do okresu Moravské Budějovice. V roce 1892 byla v obci postavena škola.
Od roku 1925 je psána kronika obce. V roce 1935 byla obec elektrifikována. V březnu roku 1945 byla německou armádou nedaleko Boňova vybudována střelnice, kdy Němci stříleli do lesů u Lišného nebo na Holém kopci. Až do 70. let 20. století se v lesích nacházela nevybuchlá munice. Již v roce 1947 bylo v obci zřízeno Lesní a zemědělské družstvo, to pak bylo v roce 1952 změněno v JZD. To se pak v roce 1960 spojilo do JZD Rozkvět s JZD Vícenice. V roce 1972 se JZD Rozkvět sloučilo s JZD Budoucnost (sídlící v Moravských Budějovicích).
Mezi lety 1850 a 1867 patřily pod Dolní Lažany nedaleké Vícenice, ty pak patřily i mezi lety 1961 a 1979. Od roku 1850 do roku 1956 bývaly součástí Dolních Lažan též Horní Lažany, než přešly pod správu Lesonic. Mezi lety 1980 a 1992 byly Dolní Lažany začleněny pod Moravské Budějovice. Do roku 1849 patřily Dolní Lažany do jaroměřického panství, od roku 1850 patřily do okresu Znojmo, pak od roku 1896 do okresu Moravské Budějovice a od roku 1960 do okresu Třebíč.
| Rok            | 1869 | 1880 | 1890 | 1900 | 1910 | 1921 | 1930 | 1950 | 1961 | 1970 | 1980 | 1991 | 2001 | 2011 | 2021 |
| -------------- | ---- | ---- | ---- | ---- | ---- | ---- | ---- | ---- | ---- | ---- | ---- | ---- | ---- | ---- | ---- |
| Počet obyvatel | 247  | 283  | 268  | 253  | 258  | 274  | 245  | 189  | 176  | 148  | 149  | 147  | 152  | 152  | 145  |
| Počet domů     | 43   | 44   | 47   | 48   | 50   | 51   | 53   | 56   | 50   | 50   | 44   | 55   | 56   | 59   | 58   |

## Politika

### Volby do Poslanecké sněmovny
|       | 2006               | 2010               | 2013               | 2017               | 2021               |
| ----- | ------------------ | ------------------ | ------------------ | ------------------ | ------------------ |
| 1.    | ČSSD (55,55 %)     | ČSSD (36,45 %)     | ČSSD (32,63 %)     | ANO (40,21 %)      | ANO (45,55 %)      |
| 2.    | KSČM (24,24 %)     | KSČM (26,04 %)     | KSČM (31,57 %)     | KSČM (23,91 %)     | SPD (12,22 %)      |
| 3.    | KDU-ČSL (12,12 %)  | ODS (10,41 %)      | ANO 2011 (12,63 %) | ODS (7,6 %)        | SPOLU (10,0 %)     |
| účast | 85,34 % (99 z 116) | 77,34 % (99 z 128) | 70,37 % (95 z 135) | 74,80 % (92 z 123) | 74,38 % (90 z 121) |

### Volby do krajského zastupitelstva
|      | 1.             | 2.                    | 3.                       | účast              |
| ---- | -------------- | --------------------- | ------------------------ | ------------------ |
| 2000 | KSČM (47,82 %) | SV (15,21 %)          | 4KOALICE (10,86 %)       | 40,51 % (47 z 116) |
| 2004 | KSČM (42,5 %)  | ČSSD (30 %)           | KDU-ČSL (20 %)           | 35,71 % (40 z 112) |
| 2008 | ČSSD (50 %)    | KSČM (25,71 %)        | KDU-ČSL (8,57 %)         | 55,12 % (70 z 127) |
| 2012 | KSČM (41,79 %) | ČSSD (37,31 %)        | KDU-ČSL (7,46 %)         | 53,13 % (68 z 128) |
| 2016 | ČSSD (31,66 %) | KSČM (25 %)           | ANO 2011 (11,66 %)       | 50,41 % (62 z 123) |
| 2020 | ANO (33,33 %)  | ČSSD (25,49 %)        | Pro TOP Vysočinu (9,8 %) | 41,46 % (51 z 123) |
| 2024 | ANO (66,66 %)  | STAN+SNK ED (12,96 %) | SOCDEM (9,25 %)          | 45,16 % (56 z 124) |

### Prezidentské volby
V prvním kole prezidentských voleb v roce 2013 první místo obsadil Miloš Zeman (63 hlasů), druhé místo obsadil Jana Bobošíková (11 hlasů) a třetí místo obsadil Jan Fischer (7 hlasů). Volební účast byla 74,80 %, tj. 95 ze 127 oprávněných voličů. V druhém kole prezidentských voleb v roce 2013 první místo obsadil Miloš Zeman (92 hlasů) a druhé místo obsadil Karel Schwarzenberg (10 hlasů). Volební účast byla 80,31 %, tj. 102 ze 127 oprávněných voličů.
V prvním kole prezidentských voleb v roce 2018 první místo obsadil Miloš Zeman (61 hlasů), druhé místo obsadil Jiří Drahoš (13 hlasů) a třetí místo obsadil Pavel Fischer (8 hlasů). Volební účast byla 76,23 %, tj. 93 ze 122 oprávněných voličů. V druhém kole prezidentských voleb v roce 2018 první místo obsadil Miloš Zeman (74 hlasů) a druhé místo obsadil Jiří Drahoš (25 hlasů). Volební účast byla 81,82 %, tj. 99 ze 121 oprávněných voličů.
V prvním kole prezidentských voleb v roce 2023 první místo obsadil Andrej Babiš (57 hlasů), druhé místo obsadil Petr Pavel (16 hlasů) a třetí místo obsadila Danuše Nerudová (13 hlasů). Volební účast byla 81,97 %, tj. 100 ze 122 oprávněných voličů. V druhém kole prezidentských voleb v roce 2023 první místo obsadil Andrej Babiš (61 hlasů) a druhé místo obsadil Petr Pavel (37 hlasů). Volební účast byla 80,99 %, tj. 98 ze 121 oprávněných voličů.

## Osobnosti
- Karel Linha, politik